# Ariophantidae
Ariophantidae is een familie van weekdieren uit de klasse van de Gastropoda (slakken).

## Geslachten
- Koratia Godwin-Austen, 1919
- Microcystina Mörch, 1872
- Sitala H. Adams, 1865